# Mavricij Teraš
Mavricij (Martin) Teraš, slovenski nabožni pisatelj, zgodovinar, rimskokatoliški duhovnik in redovnik, * 15. oktober 1889, Čanje, † 10. marec 1960, Škofja Loka.

## Življenje in delo
Rojen kot Martin Teraš očetu Antonu in materi Uršuli (rojena Medvejšek). Osnovno šolo je obiskoval na Blanci, nižjo klasično gimnazijo v Mariboru, leta 1907 je vstopil v kapucinski red. Bil je novinec v Schwanbergu pri Gradcu, leta 1912 je končal višjo gimnazijo v Lipnici, bogoslovje je obiskoval v Gorici, kjer je bil leta 1914 posvečen. V letih 1915 do 1919 je bil pridigar in katehet v Lipnici, v letih 1919 in 1920 misijonar v okolici Celja, nato je bil dve leti kaplan v Osijeku. Med letoma 1922 in 1926 je bil gvardijan kapucinskega samostana v Škofji Loki. Leta 1926 je bil imenovan za podtajnika uprave kapucinskega reda v Rimu, tam je ostal do leta 1932, tega leta se je vrnil v Škofjo Loko in postal magister novincev. Leta 1936 je postal gvardijan kapucinov v Celju, tam je ostal do leta 1939, ko je bil za tri leta nameščen za kaplana v Krškem. Po končani kaplanski službi je leta 1941 postal provincijal jugoslovanskih kapucinov v Celju in Splitu. Od 1946 do 1949 je bil lektor in profesor v redovni filozofsko-teološki šoli v Škofji Loki. Tu je bil od 1949 do 1955 gvardijan in nato do smrti navaden redovnik.  
Spisal je več knjig, objavil je tudi več člankov v Bogoljubu in drugod. V kapucinskem samostanu hranijo več rokopisov pesniških zbirk, katehetskih, homiletičnih, asketskih in hagiografskih spisov.